# Orchestre de chambre d'État de Žilina
L'Orchestre de chambre d'État de Žilina (en slovaque Štátny komorný orchester Žilina, ŠKO), plus connu sous le nom de Slovak Sinfonietta, a été fondé en 1974.

## Histoire
L'ensemble est basé à Žilina, ville du nord-ouest de la Slovaquie. Il fut dirigé à ses débuts par Eduard Fischer (1930-1993) qui contribua à son rapide essor. Depuis 1977, l'orchestre est invité lors de prestigieux festivals tels les Salzburger Festspiele (Autriche), le Festival du Printemps de Prague (République tchèque), le Festival d'El Djem (Tunisie) et les Wiener Festwochen (Autriche). A ce jour, l'orchestre totalise plus de 3 000 concerts dans la majeure partie de l'Europe, en Extrême-Orient et aux deux Amériques (Brésil, Canada, USA).

## Chefs principaux
Parmi les différents chefs principaux de l'orchestre figurent Jan Valta, Leoš Svárovský (actuel chef honoraire) et Oliver von Dohnányi (de 2004 à 2007 et de 2011 à 2015). Theodore Kuchar et Simon Chalk en ont été chefs principaux. Depuis la saison 2023/2024, son chef principal est František Macek.
Le Sinfonietta Žilina se produit dans le Dom umenia Fatra, construit entre 1919 et 1921. Il s'agissait à l'origine d'une ancienne salle de cinéma, reconvertie depuis 1988 en salle de concerts après des travaux d'une durée de cinq ans.

## Article principal
- Orchestres symphoniques (Slovaquie)